# David Hohs
David Hohs (* 16. März 1988 in Leverkusen) ist ein deutscher Fußballtorwart.  Sein Vater Hans war ebenfalls Fußballprofi.

## Karriere
Hohs wuchs in Köln auf, ist 1,85 m groß und wiegt 78 kg. Er spielte 13 Jahre lang bei Bayer 04 Leverkusen und gewann im Jahr 2007 die Deutsche Meisterschaft der U-19-Junioren.
Bei Bayer Leverkusen sah er keine Möglichkeiten, sich weiter zu verbessern und später in der Profiabteilung zu spielen, da Leverkusen mit René Adler, Benedikt Fernandez und Erik Domaschke drei junge sehr gute Torhüter besaß. Zur Saison 2007/08 wechselte er zunächst in die Oberligamannschaft von Alemannia Aachen. Als Kristian Nicht in der Winterpause nach Norwegen gewechselt war, wurde Hohs in den Profikader berufen, spielte aber weiterhin in der Oberliga. Am 13. September 2009 kam er in Vertretung des erkrankten Aachener Stammtorwarts Thorsten Stuckmann zu seinem ersten Einsatz in der Zweiten Bundesliga. Unter dem damaligen Trainer Peter Hyballa wurde er in der Zweitligasaison 2010/11 zum Stammtorhüter bei der Alemannia, verlor diesen Status zur Folgesaison aber wieder.
In der Sommerpause 2012 wechselte Hohs zum 1. FC Kaiserslautern, bei dem er einen Dreijahresvertrag unterschrieb. Bei Kaiserslautern hatte Hohs keinerlei Chance auf regelmäßige Spielzeit oder gar einen Stammplatz im Tor. Mit Stammtorwart Tobias Sippel und Talent Marius Müller war das Lauterer Tor gut besetzt. Seinen einzigen Pflichtspieleinsatz für die Pfälzer hatte er in der ersten Runde des DFB-Pokals 2013. Beide Parteien einigten sich 2014 auf einen Wechsel zum Drittliga-Absteiger 1. FC Saarbrücken. Dort war er Stammtorhüter. Im Sommer 2016 endete sein Vertrag, der nicht verlängert wurde.
Ab Sommer 2016 stand Hohs in der Landesliga Mittelrhein (6. Liga) beim SC Germania Erftstadt-Lechenich unter Vertrag. Er kam auch in der 2. Mannschaft (Kreisliga A) zum Einsatz. Dort spielte er vorzugsweise als Stürmer. Zur Spielzeit 2020/21 schloss Hohs sich dem SV Weiden 1914/75 an.